# Johann Gottlob Gutzschebauch
Johann Gottlob Gutzschebauch (* 18. Oktober 1816 in Großstorkwitz; † 25. Oktober 1905 in Chemnitz) war ein deutscher evangelisch-lutherischer Pfarrer und Autor.

## Leben und Wirken
Nach Schulbesuch ab 1830 in der Nikolaischule in Leipzig und theologischer Ausbildung, die er an der Universität Leipzig erhielt, wurde Gutzschebauch 1846 Archidiakonatsverweser in Döbeln und 1854 Archidiakonus in dieser Stadt. 1858 übernahm er das Pfarramt in Großbardau, ab 1863 war er Archidiakon zu St. Johannes in Chemnitz. 1875 wurde er Pfarrer zu St. Petri in Chemnitz und 1887 emeritiert. In Chemnitz starb er kurz nach seinem 89. Geburtstag. Dort war er u. a. auch Mitglied des Vereins für Chemnitzer Geschichte.
Sein 1840 im Pfarrhaus von Großstorkwitz geborener Sohn, dem der Familienname Gutzschebauch in der Künstlerwelt nicht mehr anstand, nannte sich in Richard Gutzschbach um und wurde Opernsänger in Dresden, wo er 1921 starb.

## Publikationen (Auswahl)
- Der Harfner und Christ. Ein Beitrag zur häuslichen Erbauung in Liedern. Gebhardt und Reisland, Leipzig 1843.
- Neun Predigten, deren Druck gewünscht wurde. Julius Dittmann, Döbeln 1847.
- „Habt Acht auf Gottes Zeugnisse!“ Predigt am S. Dom. Oculi 1848. Julius Dittmann, Döbeln 1848.
- „Der Weg, den die Missionsfreunde gehen, ist ein heiliger Weg.“ Predigt über Jes. 35,1–10. Julius Dittmann, Döbeln 1852.
- „Unser Lieben und Bauen im Reiche Gottes“. Zwei Predigten. Hering, Grimma 1858.
- „Die Erstlingsgestalt der christlichen Kirche.“ Pfingstpredigt über Apostelgeschichte 2,1–13. Brunner, Chemnitz 1863.
- „Wer ist ein Christ“? Predigt am 2. Trin.-S. über Joh. 5,23.24. Schellenberg 1864.
- „Bittet!“ Predigt am S. Rogate über Matth. 7,7–11. Chemnitz 1864.
- Von den geistlichen Anfechtungen. Conferenzpredigt über Matth. 11,2–10 gehalten. Chemnitz 1864.
- Vier ernste Fragen am Jahresabend. Sylvesterpredigt über Marcus 6,47–51. O. May’s Buchhandlung, Chemnitz 1869.